# FC 제니트 상트페테르부르크
FC 제니트 상트페테르부르크(러시아어: Футбольный клуб "Зенит" Санкт-Петербург)는 상트페테르부르크를 연고로 하는 러시아의 프로 축구 클럽으로 1925년에 창단되었다. 제니트는 러시아어로 "천정, 정점, 절정"을 뜻한다.
구단의 실 소유주는 세계 5대 천연가스 생산그룹인 러시아 국영 '가스프롬'이다.
제니트는 2007 시즌에 23년만에 리그 우승을 하였고, 클럽 역사상 최초로 UEFA컵 2007-08의 우승을 차지하였으며 2008년에는 맨체스터 유나이티드를 2-1로 꺾고 UEFA 슈퍼컵을 들어올렸다. 현재 감독은 로베르토 만치니의 뒤를 이어, 러시아의 세르게이 세마크이다.

## 구단 역사

### 제니트가 생기기 이전
제니트의 역사는 러시아의 도시 상트페테르부르크(과거, '페트로그라드'와 '레닌그라드'로 불렷음)의 정치적으로 가까운 연관이 있다. 1897년, 바실레예프스키 섬에서 러시아에서 최초로 축구경기가 열렸다. 그 경기는 비공식적인 경기로써, 잉글랜드의 '오스트로프' 팀과, 러시아의 '페트로그라드'라는 팀간의 경기였으며, 그 경기는 잉글랜드 팀이 6 대 0으로 이겼다. 러시아의 팀은 지역 사람들의 아마추어 선수나, 느슨하게 만들어진 연합팀일 뿐이였다. 같은 시간에, 공식적인 축구 구단이 상트페테르부르크에 설립되었다. 선수의 자격은 비공식적 이였으며, 매우 느슨하여, 종종, 같은 시즌 동안에 각각 다른 팀에서 소속되어 경기하는 것도 수락되었었다.

### 제니트의 형성 과정
제니트는 1917년 러시아혁명 이후 소련 기간 동안 이름과 소유자가 바뀐 축구 구단에 의해 생겨났다. 강력한 정치적 압박으로 인해 조작된 선수 개인들의 업적이나 팀 전체의 운명이 조작되기도 했다. 구단의 명칭은 계속 여러 번 바뀌어왔으며, 소유주와, 주장들은 몇십년 동안 정치적인 억압 밑에서 살아와야 했다.
제니트의 기원은 20세기의 시작으로 거슬러 올라가는데, 몇몇의 과거팀들의 상트페테르부르크에서 지역적으로 경기가 되곤했다. 제니트의 가장 오래된 전신은 한때 볼셰비키라고 불리던 1914년에 창단된 '무르진카(Murzinka)' 구단으로써, 1914년부터 1924년까지 약 10년간 오부코프스키 스타디움을 사용해왔다. 그 구단은 제1차 세계 대전, 1917년에 일어난 러시아 혁명과 1918년~1922년에 벌어진 러시아 내전에서도 해체되지 않고 살아 남았다.

### 소비에트 리그의 제니트
제니트는 1944년에, 소비에트 컵 결승전에서 CSKA 모스크바를 패배시키며 구단의 첫 명예를 가졌다. 제니트는 늘 레닌그라드에서는 좋은 모습을 보여왔지만, 소비에트 리그에서는 큰 임팩트를 보여주진 못하였다.

## 경기장
현재 제니트의 홈경기장은 상트페테르부르크에 있는 페트로프스키 스타디움에서 신축한 크레스톱스키 스타디움으로 옮겼다. 2007년 노후한 키로프 스타디움을 철거하고, 그 자리에 제니트를 위한 새로운 구장인 크레스톱스키 스타디움을 건설 하으며, 이는 2018 러시아 월드컵때도 이용되었다.

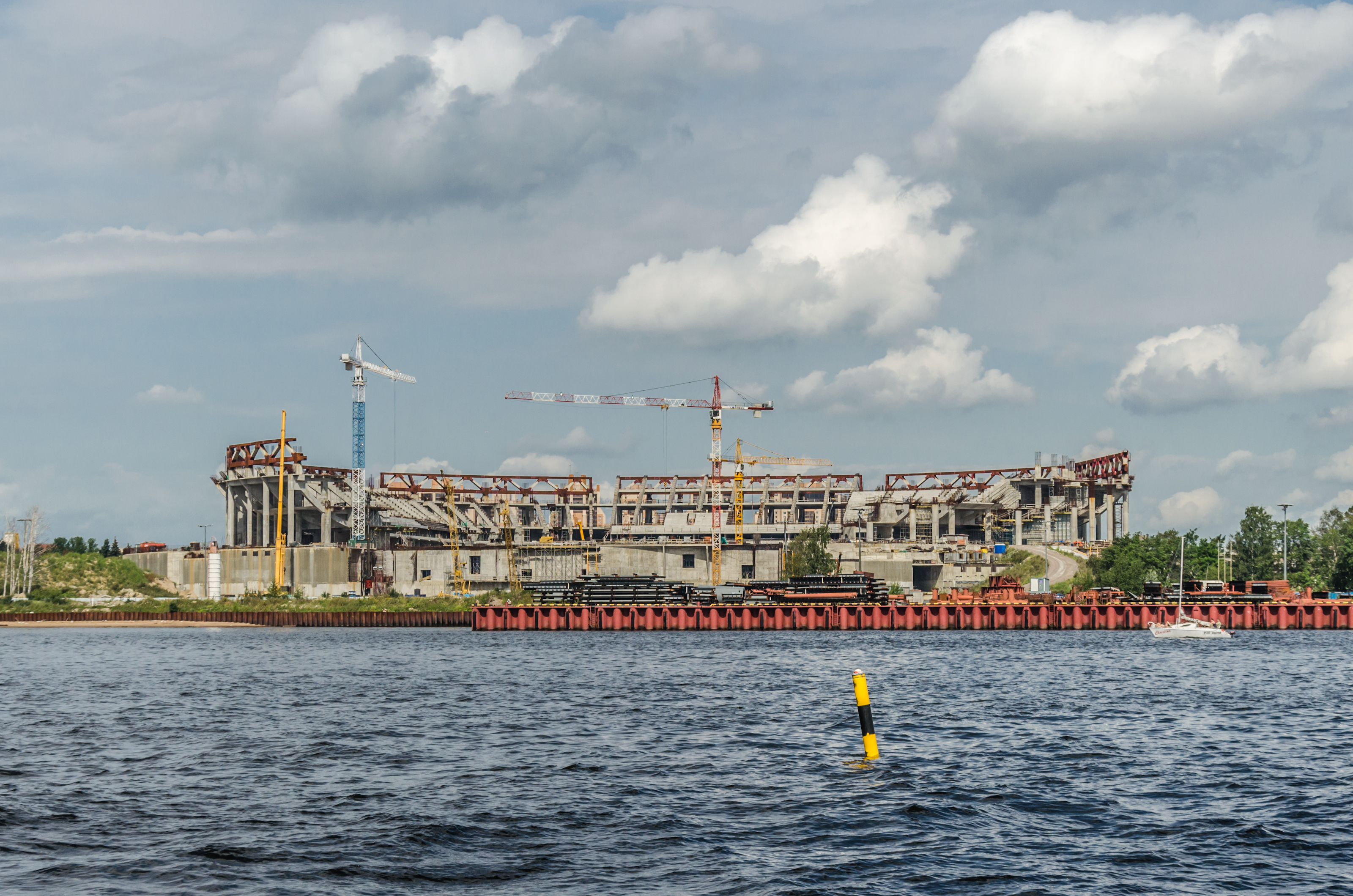
건설중인 크레스톱스키 스타디움

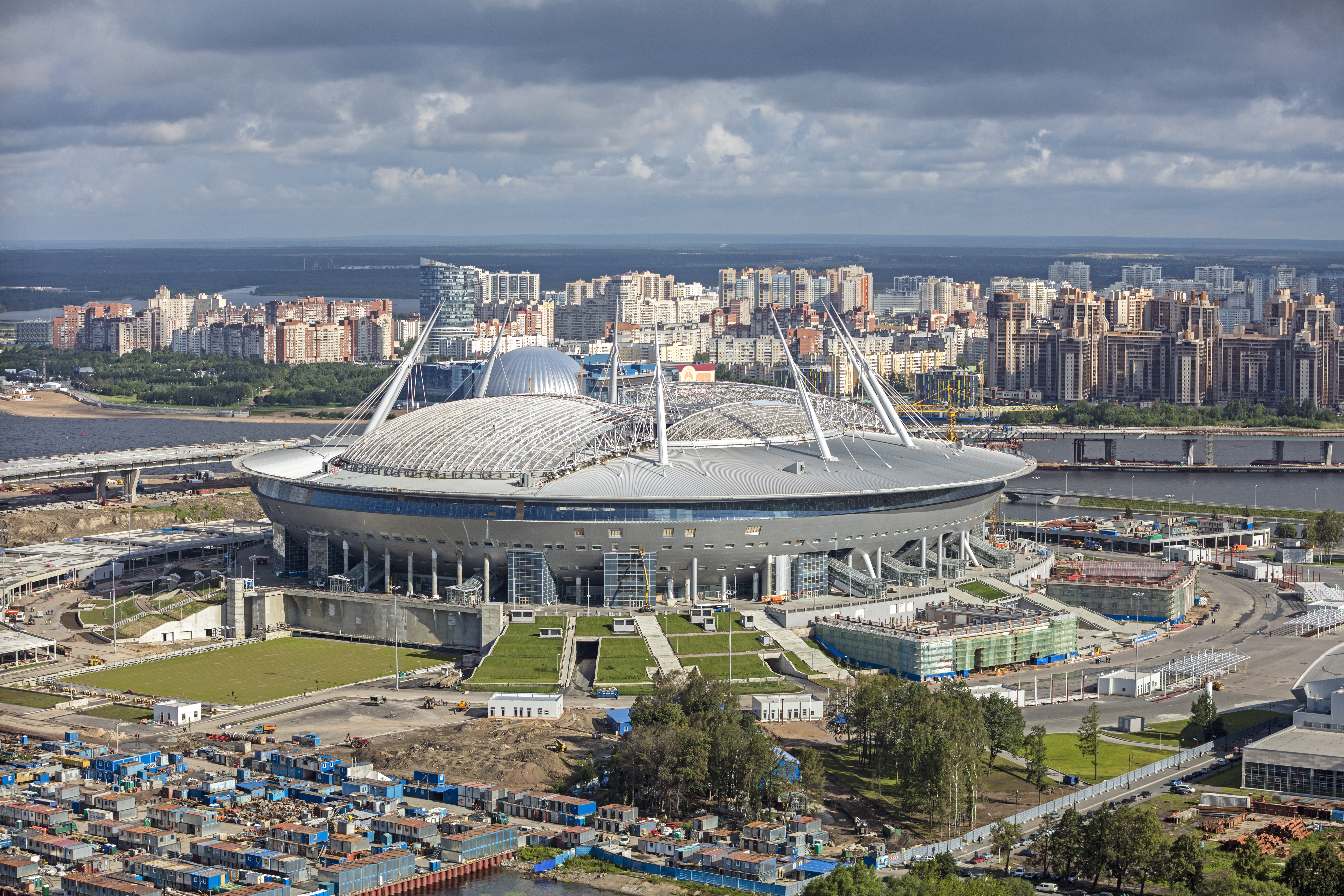
완공된 크레스톱스키 스타디움, '제니트 아레나'로 도 불린다.

## 역대 성적

#### 소련 시절 (제니트 레닌그라드)
- 소비에트 톱 리그

우승 (1회) : 1984
- 소비에트 컵

우승 (1회) : 1944
준우승 (2회) : 1953, 1984
- 소비에트 슈퍼컵

우승 (1회) : 1985

#### 러시아 독립 이후
- 러시아 프리미어리그

우승 (7회) : 2007, 2010, 2011-12, 2014-15, 2018-19, 2019-20, 2020-21
준우승 (3회) : 2003, 2012-13, 2013-14
- 러시아 컵

우승 (4회) : 1999, 2010, 2016, 2020
준우승 (1회) : 2002
- 러시아 프리미어리그컵

우승 (1회) : 2003
- 러시아 슈퍼컵

우승 (6회) : 2008, 2011, 2015, 2016, 2020, 2021
준우승 (3회) : 2012, 2013, 2019

#### 유럽 대회
- UEFA 챔피언스리그 (7회 진출)

16강 (5회) : 1985-86, 2011-12, 2012-13, 2013-14, 2015-16
조별예선 (2회) : 2019-20, 2020-21
- UEFA 유로파리그 (10회 진출)

우승 (1회) : 2007-08
8강 (2회) : 2005-06, 2014-15
16강 (5회) : 2008-09, 2010-11, 2012-13, 2017-18, 2018-19
32강 (1회) : 2016-17
조별리그 (1회) : 2004-05
- UEFA 슈퍼컵

우승 (1회) : 2007-08
- UEFA 인터토토컵

준우승 (1회) : 2000

### 기타
- 매치 월드컵

우승 (1회) : 2012
조별리그 (2회) : 2011, 2013

## 선수

### 현재 1군 명단
2021년 8월 13일 기준.
참고: FIFA 자격 규정에 따라 소속된 국가대표팀 국기를 표시합니다. 선수는 복수의 FIFA 비회원국 국적을 가지고 있을 수 있습니다.
| 번호 | 포지션 | 국적       | 이름                  |
| ---- | ------ | ---------- | --------------------- |
| 2    | DF     |            | 드미트리 치스탸코프   |
| 3    | DF     |            | 도글라스 산투스       |
| 4    | DF     |            | 다닐 크루고보이       |
| 5    | MF     | 콜롬비아   | 윌마르 바리오스       |
| 6    | DF     | 크로아티아 | 데얀 로브렌 (주장)    |
| 7    | FW     | 이란       | 사르다르 아즈문       |
| 8    | MF     |            | 웬데우                |
| 10   | FW     |            | 마우콩                |
| 11   | MF     |            | 클라우지뉴            |
| 14   | MF     |            | 달레르 쿠자예프       |
| 15   | DF     |            | 뱌체슬라프 카라바예프 |
| 17   | MF     |            | 안드레이 모스토보이   |

| 번호 | 포지션 | 국적       | 이름                 |
| ---- | ------ | ---------- | -------------------- |
| 19   | MF     |            | 알렉세이 수토르민    |
| 21   | MF     |            | 알렉산드르 에로킨    |
| 22   | FW     |            | 아르툠 주바 (부주장) |
| 27   | MF     |            | 마고메트 오즈도예프  |
| 41   | GK     |            | 미하일 케르자코프    |
| 44   | DF     | 우크라이나 | 야로슬라우 라키츠키  |
| 64   | MF     |            | 키릴 크랍초프        |
| 71   | GK     |            | 다닐 오도옙스키      |
| 85   | FW     |            | 다닐 쿠즈네초프      |
| 91   | GK     |            | 다비드 뱌즈로프      |
| 94   | DF     |            | 다닐라 코툴료프      |
| 95   | GK     |            | 게오르기 코롤료프    |

### 임대 선수 명단
참고: FIFA 자격 규정에 따라 소속된 국가대표팀 국기를 표시합니다. 선수는 복수의 FIFA 비회원국 국적을 가지고 있을 수 있습니다.
| 번호 | 포지션 | 국적 | 이름                              |
| ---- | ------ | ---- | --------------------------------- |
| 24   | DF     |      | 에마누엘 맘마나 (→ 소치)          |
| 45   | MF     |      | 드미트리 세르게예프 (→ 발티카)    |
| 55   | DF     |      | 키릴 카플렌코 (→ 오렌부르크)      |
| 65   | MF     |      | 야로슬라프 미하일로프 (→ 샬케 04) |
| 67   | FW     |      | 막심 바친스키 (→ 텍스틸시크)      |

| 번호 | 포지션 | 국적 | 이름                             |
| ---- | ------ | ---- | -------------------------------- |
| 70   | GK     |      | 니키타 고일로 (→ 아크론)         |
| 78   | GK     |      | 알렉산드르 바슈틴 (→ 유르고르덴) |
| 86   | GK     |      | 니콜라이 리비코프 (→ 차이카)     |
| 92   | FW     |      | 다닐 샴킨 (→ 발티카)             |
| —    | MF     |      | 다닐 크냐제프 (→ 발티카-BFU)     |

12번 은 제니트의 팬들을 위해 영구 결번 되었다.

### 역대 주장
| 이름                    | 년도        |
| ----------------------- | ----------- |
| 올레크 드미트리예프     | 1993 – 94   |
| 블라디미르 쿨리크       | 1995 – 96   |
| 유리 배르니두브         | 1997 – 2000 |
| 안드레이 코벨레프       | 2000 – 01   |
| 알렉세이 이고닌         | 2001 – 03   |
| 블라디슬라프 라디모프   | 2003 – 07   |
| 안드레이 아르샤빈       | 2007        |
| 에리크 하겐             | 2007        |
| 아나톨리 티모슈크       | 2007 – 09   |
| 뱌체슬라프 말라페예프   | 2009        |
| 알렉산드르 아뉴코프     | 2009 – 12   |
| 뱌체슬라프 말라페예프   | 2012        |
| 다니                    | 2012 – 13   |
| 로만 시로코프           | 2013        |
| 알렉산드르 아뉴코프     | 2014        |
| 다니                    | 2014 – 17   |
| 도메니코 크리시토       | 2017 – 18   |
| 알렉산드르 아뉴코프     | 2018 – 2019 |
| 브라니슬라브 이바노비치 | 2019 – 2020 |
| 아르툠 주바             | 2020        |
| 데얀 로브렌             | 2020 –      |

## 코칭 스태프
2023년 11월 11일 기준
| 지위        | 이름                                                                               |
| ----------- | ---------------------------------------------------------------------------------- |
| 감독        | 세르게이 세마크                                                                    |
| 수석코치    | 아나톨리 티모슈크                                                                  |
| 코치        | 알렉산드르 니젤릭 알렉산드르 아뉴코프 이고르 시무텐코프 윌리암 아르투르 올리베이라 |
| 골키퍼 코치 | 미하일 비류코프 유리 제브노프                                                      |
| 주치의      | 미하일 그리신                                                                      |
| 2군 감독    | 블라디슬라프 라디모프                                                              |

## 유니폼
| 년도        | 이름     |
| ----------- | -------- |
| 1997 – 2000 | 아디다스 |
| 2001 – 02   | 디아도라 |
| 2003 – 04   | 엄브로   |
| 2004 – 07   | 아디다스 |
| 2008 – 09   | 푸마     |
| 2010 – 현재 | 나이키   |

## 구단주
| 이름                  | 년도        |
| --------------------- | ----------- |
| 블라디슬라프 구셰프   | 1990 – 1992 |
| 레오니드 투프린       | 1962 – 1994 |
| 비탈리 뭇코           | 1995 – 2003 |
| 다비드 트락트토벤코   | 2003 – 2005 |
| 세르게이 푸르센코     | 2006 – 2008 |
| 알렉산드르 듀코프     | 2008 – 2017 |
| 세르게이 푸르센코     | 2017 – 2019 |
| 알렉산데르 메드베데프 | 2019 –      |

## 역대 감독
| 이름                | 년도      |
| ------------------- | --------- |
| 표트르 필립포프     | 1936 – 37 |
| 미하일 유디네흐     | 1938 – 39 |
| 콘스탄틴 에고로프   | 1938 – 39 |
| 표트르 필립포프     | 1940      |
| 콘스탄틴 레메셰프   | 1941 – 45 |
| 미하일 부튜소프     | 1946      |
| 이반 탈라노프       | 1946 – 48 |
| 콘스탄틴 레메셰프   | 1948 – 50 |
| 게오르기 라신       | 1950 – 51 |
| 블라디미르 레메셰프 | 1952 – 54 |
| 니콜라이 류크시노프 | 1954 – 55 |
| 아르카디 알로프     | 1956 – 57 |
| 게오르기 자르코프   | 1957 – 60 |
| 게나디 본다렌코     | 1960      |
| 에브게니 엘리세예프 | 1961 – 64 |
| 발렌틴 페도로프     | 1964 – 66 |
| 아르카디 알로프     | 1967      |
| 아르템 팔리얀       | 1968 – 70 |
| 예브게니 고랸스키   | 1970 – 72 |
| 게르만 조닌         | 1973 – 77 |
| 유리 모로조프       | 1977 – 82 |

| 이름                         | 년도                   |
| ---------------------------- | ---------------------- |
| 파벨 사디린                  | 1983 1/1 – 1986 6/30   |
| 블라디미르 골루베프          | 1987                   |
| 스타니슬라프 자비도노프      | 1988 – 89              |
| 블라디미르 골루베프          | 1989                   |
| 아나톨리 콘코프              | 1990                   |
| 비아체슬라프 불라빈          | 1990                   |
| 유리 모로조프                | 1991                   |
| 비아체슬라프 멜르니코프      | 1992 – 94              |
| 파벨 사디린                  | 1995 – 96              |
| 아나톨리 비쇼베츠            | 1997 1/1 – 1998 7/23   |
| 아나톨리 다비도프            | 1998 – 00              |
| 유리 모로조프                | 2000 – 02              |
| 미하일 비류코프              | 2002                   |
| 보리스 라포포트              | 2002                   |
| 블라스티미 페트르젤라        | 2003 1/1 – 2006 5/14   |
| 딕 아드보카트                | 2006 7/13 – 2009 8/10  |
| 아나톨리 다비도프 (감독대행) | 2009 8/10 – 2009 12/11 |
| 루차노 스팔레티              | 2009 12/1 – 2014 3/11  |
| 세르게이 세마크 (감독대행)   | 2014 3/11 – 2014 3/20  |
| 안드레 빌라스보아스          | 2014 3/20 – 2016 5/24  |
| 미르체아 루체스쿠            | 2016 5/24 – 2017 5/28  |
| 로베르토 만치니              | 2017 6/1 – 2018 5/13   |
| 세르게이 세마크              | 2018 5/29 –            |

## 주목할만한 선수
- 아래 목록은 해당 국가에서 국가대표로 뛴 적이 있는 선수 목록이다. 굵은 글씨로 표시된 이름은 제니트에서 뛰는 동안 해당 국가의 국가 대표였거나, 현재 (2014년) 국가 대표인 선수를 의미함.

| 소비에트 연방/러시아 - 미하일 비류코프 - 바실리 다닐로프 - 세르게이 드미트리예프 - 블라디미르 골루베프 - 알렉산드르 이바노프 - 레오니트 이바노프 - 안조르 카바자슈빌리 - 블라디미르 카자초노크 - 니콜라이 라리오노프 - 프리드리흐 마류틴 - 세르게이 살니코프 - 세르게이 시베초프 - 유리 보이노프 - 아나톨리 진첸코 - 바실리 쿨코프 - 드미트리 랏첸코 - 발레리 브로신 - 알렉산드르 아뉴코프 - 안드레이 아르샤빈 - 알렉산드르 부하로프 - 블라디미르 비스트로프 - 막심 데멘코 - 이고리 데니소프 - 빅토르 파이줄린 - 알렉산드르 고르시코프 - 알렉세이 이고닌 - 알렉세이 이오노프 - 막심 카눈니코프 - 알렉산드르 케르자코프 - 안드레이 코벨레프 - 세르게이 콜로토브킨 - 안드레이 콘드라쇼프 - 블라디미르 레베트 - 유리 로디긴 - 비아체슬라프 말라페예프 - 파벨 모길레베츠 - 알렉산드르 파노프 - 세르게이 포드팔리 - 파벨 포그레브냐크 - 블라디슬라프 라디모프 | - 알렉산드르 랴잔체프 - 올레크 살렌코 - 세르게이 세마크 - 이고리 셈쇼프 - 올레크 샤토프 - 로만 시로코프 - 데니스 주브코 - 이고르 스몰니코프 - 레나트 얀바예프 - 콘스탄틴 지랴노프 - 아르툠 주바 구 소비에트 연방 소속 국가들 - 로만 베레좁스키 - 사르키스 호브세퍈 - 예르반드 크르바찬 - 즈미트리 아하로드니크 - 바리스 하라보이 - 샤르헤이 혜라시메츠 - 세르게이 코르닐렌코 - 유리 제브노프 - 이고르 체미나바 - 안드레이 쿠르듀모프 - 페터 노이슈테터 - 예브게니 타라소프 - 에기디유스 마유스 - 다리우스 미체이카 - 로베르타스 포스쿠스 - 이르만타스 스툼브리스 - 세르게이 클레슈첸코 - 알렉산드루 쿠르티아누 - 안드레이 마나니코프 - 바즈겐 마나샨 - 드미트리 호무하 - 드미트리 네젤레프 - 볼로디미르 호릴리 - 로만 마크시뮤크 - 세르히 포포프 - 올렉산드르 스피바크 - 헤나디 포포비치 - 올렉산드르 스비스투노우 - 아나톨리 티모슈크 - 이호르 자브첸코 | 유럽 - 니콜라스 롬바르츠 - 악셀 비첼 - 다르코 말레티치 - 세바스티앙 퓌그레니에 - 이비차 크리자나츠 - 마레크 킨츨 - 파벨 마레시 - 라데크 시를 - 미샤엘 룸브 - 후스티 서볼치 - 도메니코 크리시토 - 알레산드로 로시나 - 미하일 자리츠키 - 드라간 차디코프스키 - 벨리체 슈물리코프스키 - 루카 조르제비치 - 에리크 하겐 - 다니 - 브루누 알베스 - 루이스 네투 - 페르난두 메이라 - 제노 분데아 - 마테야 케주만 - 단코 라조비치 - 알렉산다르 루코비치 - 밀란 로디치 - 드라간 차디코프스키 - 카밀 촌토팔스키 - 토마스 후보칸 - 마르틴 슈크르텔 - 하비 가르시아 - 파티흐 테케 아시아 - 현영민 - 김동진 - 이호 남아메리카 - 알레한드로 도밍게스 - 에세키엘 가라이 - 크리스티안 안살디 - 헐크 - 살로몬 론돈 |

## 파트너십

### 다른 축구 클럽
가즈프롬 이 소유하는 다른 구단
- FC 샬케 04[5]
- FC 샤흐타르 도네츠크[6]

### 조합
- 유튜브[7]
- 로시야 항공[8]
- 뷔르트[9]
- NCC AB[10]
- 아다만트 쥬얼리[11]
- 코린티아 호텔-상트페테르부르크[12]
- 탑 일레븐 풋볼 매니저[13]